# Жассен
Жассе́н (фр. Jasseines) — коммуна во Франции, находится в регионе Шампань — Арденны. Департамент — Об. Входит в состав кантона Шаванж. Округ коммуны — Бар-сюр-Об.
Код INSEE коммуны — 10175.
Коммуна расположена приблизительно в 155 км к востоку от Парижа, в 55 км южнее Шалон-ан-Шампани, в 33 км к северо-востоку от Труа.

## Население
Население коммуны на 2008 год составляло 153 человека.
| 1962 | 1968 | 1975 | 1982 | 1990 | 1999 | 2008 |
| ---- | ---- | ---- | ---- | ---- | ---- | ---- |
| 156  | 186  | 165  | 158  | 166  | 148  | 153  |

## Экономика

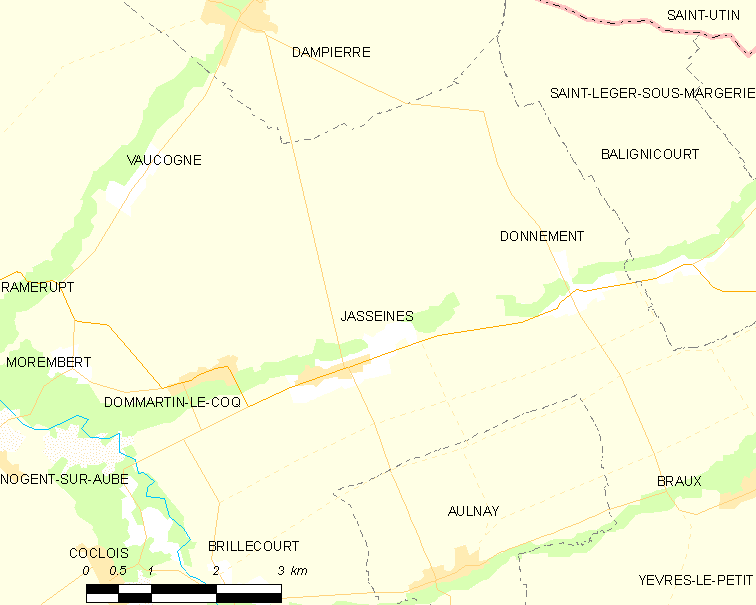
Карта коммуны

В 2007 году среди 97 человек в трудоспособном возрасте (15—64 лет) 75 были экономически активными, 22 — неактивными (показатель активности — 77,3 %, в 1999 году было 65,3 %). Из 75 активных работали 68 человек (38 мужчин и 30 женщин), безработных было 7 (1 мужчина и 6 женщин). Среди 22 неактивных 3 человека были учениками или студентами, 10 — пенсионерами, 9 были неактивными по другим причинам.